# Kommune (Lebensgemeinschaft)

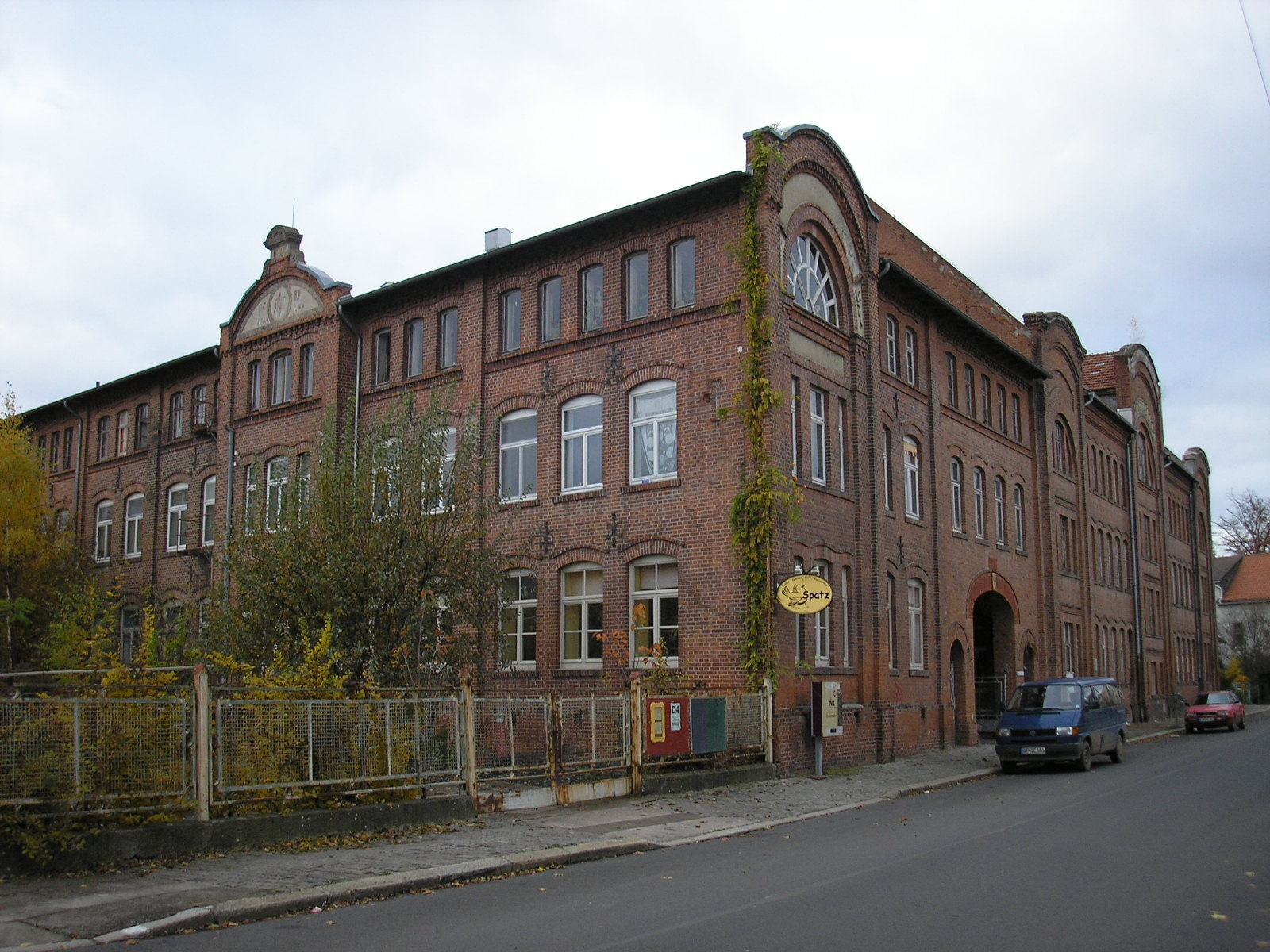
Kommune Waltershausen

Kommunen sind Gemeinschaften, in denen Menschen verbindlich zusammenleben, die weder verwandt noch Sexualpartner sind. Einige sind in der Nachfolge der 68er-Bewegung gegründet worden. Viele der heute noch bestehenden Kommune-Projekte sind aus dem Umfeld der neuen sozialen Bewegungen heraus entstanden.
Kommunen sind eine spezielle Form von Gemeinschaften, die an einem Platz leben, der in vielen Fällen Gemeinschaftseigentum ist. Manchen Konzepten, wie z. B. dem des funktionalen Wohnens, versuchen die Beteiligten ganz auf privates Eigentum zu verzichten. Ökologische Kriterien der Lebensführung spielen eine große Rolle und es wird auf einen verständnisvollen, wertschätzenden Umgang untereinander Wert gelegt.
Der Unterschied zu reinen Wohngemeinschaften (WG) besteht vor allem durch das gemeinsame Wirtschaften (Gemeinsame Ökonomie) und das Konsensprinzip, wodurch sich auch längere zeitliche Perspektiven der Beteiligten ergeben können.

## Grundsätze

### Gemeinsame Ökonomie
Gemeinsame Ökonomie bedeutet, dass das Wirtschaften in der Kommune gemeinschaftlich selbst bestimmt wird. Das bedeutet auf der Seite der Produktion die Verständigung über die Arbeitszeit, die Produktionsweise oder das Dienstleistungsangebot, über die Konsum und Bedürfnisse zustande kommen. Dabei geht es um die teilweise Aufgabe von Privateigentum zu Gunsten von Gemeinschaftseigentum (teilweise oder vollständige gemeinsame Ökonomie oder die Unterscheidung zwischen Alltags- und Vermögensökonomie), weswegen der in diesem Zusammenhang oft gebrauchte Begriff der „gemeinsamen Kasse“ zu kurz greift: Die gemeinsame Kasse ist ein organisatorisches Hilfsmittel zu Umsetzung dieses Grundsatzes – alle Einnahmen (Verkaufsgewinne, Honorare, Geschenke, Erbschaften) gehen in die Kasse, alle Ausgaben (Einkäufe, Neuanschaffungen) werden aus ihr getätigt. Meist bleibt den einzelnen Mitgliedern die Möglichkeit, Anschaffungen für sich zu tätigen. In manchen Kommunen gibt es dafür die Taschengeldregelung, bei der jedem Kommunarden monatlich der gleiche Betrag zur Verfügung gestellt wird; oft jedoch herrscht das Bedürfnisprinzip, das heißt, jeder entscheidet selbst über eigene Anschaffungen und nimmt sich den benötigten Betrag aus der Kasse. Jedoch müssen größere Ausgaben und Anschaffungen, die die Gruppe betreffen, von allen entschieden werden.
Grund und Boden, Gebäude und Produktionsmittel werden in vielen Fällen als Gemeinschaftseigentum verstanden, das von den zu einem Zeitpunkt dort lebenden Menschen gleichberechtigt genutzt werden kann und unterhalten werden muss. Ein Problem sind dabei jedoch die in den jeweiligen Ländern geltenden Rechtsvorschriften.

### Konsensprinzip
Alle wichtigen Entscheidungen werden nach dem Konsensprinzip getroffen, d. h. im Plenum werden alle anstehenden Entscheidungen (Anschaffungen, Neuaufnahmen, strukturelle Änderungen) zunächst diskutiert und – falls niemand ablehnt (also Veto einlegt) – von allen mitgetragen. Das bedeutet nicht, dass alle einer Meinung sein müssen; so können Entscheidungen auch auf vorläufiger Basis getroffen und später erneut diskutiert werden. Der Vorteil des Konsensprinzips besteht darin, dass die Stimme jedes einzelnen großes Gewicht hat und gehört werden muss, was sich positiv auf die Diskussionskultur auswirkt. Der Nachteil ist in den sehr zeitaufwendigen Diskussionsprozessen zu sehen.
Im Gegensatz zur Mehrheitsentscheidung, die meist die Durchsetzung einer bestimmten Lösungsstrategie durch eine Interessensgemeinschaft bedeutet, wird im Konsensfindungsprozess versucht, eine passende Lösung für alle Interessen zu finden. Das setzt zunächst eine gemeinsame Verständigung über den zu lösenden Sachverhalt voraus (Erörterung der Problemlage) und darauffolgend die selbständige Formulierung der verschiedenen Interessen in einer Art und Weise, die eine Verbindung derselben zulässt. Treten emotionale Faktoren (wie z. B. Angst) in Erscheinung, ist es sinnvoll, diese nach dem Grundsatz „Störungen haben Vorrang“ zu klären, damit der Prozess nicht gehemmt oder ausgehebelt wird. Zur Förderung des gegenseitigen Verständnisses halten manche Kommunen eigens Sozialplena ab, die der Mitteilung von Befindlichkeiten, der Klärung zwischenmenschlicher Belange und der Lösung von Konflikten dienen.

### Keine Hierarchie
Das Konsensprinzip wird auf Grund der gleichberechtigten Beteiligung aller als Mittel zum Abbau von Hierarchie verstanden. In einer Kommune wird viel Wert darauf gelegt, Strukturen zu schaffen, die allseitige Information ermöglichen (Plena, Pinnwände, Mitteilungsbücher, Postkästen, durchdachte Ablagesysteme, regelmäßige Essenszeiten, gemeinsame Teepausen, Arbeitsberichte usw.). Es wird hierdurch versucht, einem hierarchischen Kommunikationsfluss von oben nach unten (also vom Chef zum Angestellten) entgegenzuwirken, dessen Informationsgehalt immer mehr abnimmt. Auch der Abbau kleinfamiliärer und geschlechtsspezifischer Machtstrukturen kann zu diesem Grundsatz gezählt werden. Wissenshierarchien können abgebaut werden, indem Wissen und Fähigkeiten weitergegeben und/oder eine Vermittlung nachgefragt wird.

### Ökologisches und nachhaltiges Leben
Allein aufgrund der gemeinsamen Haushaltsführung kann das Leben in Kommunen in der Regel ressourcenschonender und damit auch nachhaltiger als in Kleinfamilien sein. Viele Kommunen sind in dem Bestreben um ein umweltgerechteres Leben auf dem Land entstanden, in den Stadtkommunen hingegen spielt das Thema Ökologie meist eine weniger bedeutsame Rolle.

### Gewaltfreie Kommunikation
Die gewaltfreie Kommunikation (GFK) ist ein Konzept, das es Menschen ermöglichen soll, so miteinander umzugehen, dass der Kommunikationsfluss zwischen ihnen verbessert wird. GFK kann sowohl beim Kommunizieren im Alltag als auch beim friedlichen Lösen von Konflikten im persönlichen, beruflichen oder politischen Bereich hilfreich sein. Sie versteht sich nicht als Technik, die andere Menschen zu einem bestimmten Handeln bewegen soll, sondern als Grundhaltung, bei der eine wertschätzende Beziehung im Vordergrund steht.

## Wirtschaften in den Kommunen
In den Landkommunen wird meist versucht, die benötigten Nahrungsmittel selbst im landwirtschaftlichen Betrieb zu produzieren, also Subsistenzwirtschaft (Selbstversorgung) zu betreiben. Spätestens beim Erwerb anderer Güter wie Produktionsmittel sind sie jedoch wie die Stadtkommunen ebenfalls auf Geld angewiesen. Dieses wird auf sehr unterschiedliche Weise eingenommen: Viele Kommunen haben den Anspruch, ihr Geld mit der Herstellung und dem Angebot sozial und ökologisch verträglicher Produkte und Dienstleistungen zu verdienen.
Man findet daher häufig Handwerksbetriebe (Schreinerei, Baufirma, Steinmetzwerkstatt, Backstube, Stoffdruckerei usw.), sehr oft existiert auch ein Raum oder Gebäude, in welchem Mitglieder Seminare abhalten oder die für Tagungen zur Verfügung gestellt werden. In anderen Kommunen (oft spiritueller oder therapeutischer Art) wird auf die Grundsätze wie oben beschrieben nicht so viel Wert gelegt. Hier trifft man auch auf für Kommunen eher ungewöhnliche Formen des Gelderwerbs wie der Betrieb von Diskotheken oder den Handel von Immobilien.
Die Frage, wer wann, was, wie viel und wie lange arbeitet, wird in den verschiedenen Kommunen unterschiedlich gehandhabt. Allgemein kann jedoch gesagt werden, dass der Lebensunterhalt nach sozialistischen Prinzipien bestritten wird, d. h., dass alle die Arbeit leisten, die sie können, und das zum Leben bekommen, was sie brauchen.

## Geschichte der Kommune-Idee
Kommunen können auf eine lange Geschichte zurückblicken. Als Beispiel sei zunächst die im 16. Jahrhundert entstandene deutsche Religionsgemeinschaft der Hutterer genannt, die heute vorwiegend in Nordamerika anzutreffen ist. Ihre Mitglieder wohnen auf Höfen (ca. 60 bis 80 Personen), außer Kleidung und Schreibutensilien besitzt niemand Privateigentum, sie leben von der Außenwelt relativ isoliert.
In den 1840er Jahren wurden in den USA etliche „sozialutopische“ Gemeinschaften gegründet, darunter Brook Farm.
Im Zuge der Industrialisierung entstanden auch in der „Alten Welt“ eine Reihe von lebensreformerischen, primitivistischen, anarchistischen und anthroposophischen Landkommunen mit dem Ziel, „die alte Einheit von Mensch und Natur zu erneuern“. Durch den Faschismus wurden sie später entweder zerschlagen oder eingegliedert.

### Russland
Im zaristischen Russland der 1860er Jahre wurden nach der Veröffentlichung von Tschernyschewskis Roman Was tun? neue Formen des Zusammenlebens populär. Unter anderem bildete sich damals Das Mächtige Häuflein, eine Gruppe fünf russischer Komponisten.
In der jungen Sowjetunion wurden Kommunehäuser gegründet, in denen die Hausarbeit gemeinschaftlich erbracht wurde und die daher einen wesentlichen Beitrag zur Emanzipation der Frau leisteten. Mit der Restauration eher traditioneller Werte im Stalinismus verschwanden allmählich die Kommunehäuser wieder oder wurden durch Überbelegung ihres ursprünglichen Sinnes beraubt.

### Deutschland
Nach dem Ersten Weltkrieg wurden in Deutschland zahlreiche Kommunen gegründet; meist als Wohn- oder Landkommunen. Hans Koch, der spätere Gründer der Hako-Werke, hatte es 1972 in seinen Erinnerungen wie folgt beschrieben: „Der Mensch in der Mitte und der Geist der Gemeinschaft… Einmal ohne Schranken, Bedenken, Zweifel aufgehoben zu sein – keine Stände, keine Abkunft galt, keine Konfessionen und keine Rassen.“ Wie sein späterer Freund Hans Löhr lehnte er das kapitalistische Profitstreben und Privateigentum an Grund und Boden ab und wollte ein Leben in besitzlosen, ökonomisch selbstbestimmten Gemeinschaften führen.
Hans Koch war Ende des Ersten Weltkriegs Mitgründer der Berliner Kommune-Anarchisten und kurz nach dem Krieg Mitgründer der Landkommune in Blankenburg (bei Donauwörth). Anfang der 1920er Jahre trat er der Landkommune Harxbüttel bei, die von Hans Löhr in Harxbüttel (heute Stadtteil von Braunschweig) gegründet worden war.
Auf breiter Basis bekannt wurde der Kommunegedanke aufgrund der 68er-Bewegung. Nach der Jahresdelegiertenversammlung des SDS 1966 wurde von einer Gruppe von ca. 25 bis 30 Genossen die Gründung von Kommunen angeregt.
Die erste und auch bekannteste dieser Kommunen war die Anfang 1967 in West-Berlin gegründete K1 (sie selbst bezeichneten sich als „Lebensgemeinschaft junger Maoisten“). Viele ihrer Mitglieder waren oder wurden zu Idolen der Bewegung (Rainer Langhans, Dieter Kunzelmann, Fritz Teufel), und auch die (in der Szene missbilligte) Beziehung zwischen Langhans und dem bekannten Model Uschi Obermaier verschaffte zusätzliche Publizität. Zunächst war das Ziel der Kommunengründung die eigene Psychoanalysierung, doch dann rückten zunehmend nach außen gerichtete provokante Aktionen in den Mittelpunkt. Diese wurden von der Presse dankbar aufgegriffen und verschafften der K1 die gewünschte Öffentlichkeit.
Kurz nach der K1 wurde die Kommune 2 (K2 oder auch SDS-Kommune) gegründet. Hier stand die gemeinsame politische Arbeit im Vordergrund, später beschäftigte sie sich hauptsächlich mit den psychischen und neurotischen Problemen der Gruppenangehörigen, mit Beziehungen und Gruppendynamik. Das Ziel der K2 war ebenfalls die eigene Psychoanalysierung und die Befreiung von der bürgerlich-verklemmten Sexualität. Die im Vergleich zur K1 weit weniger exzentrische Kommune hatte großen Anteil an der Entwicklung der antiautoritären Erziehung und am Aufbau von Kinderläden.
Die K3 schließlich wurde im März 1970 in Wolfsburg gegründet und durch die Festnahme ihrer Mitglieder wegen der Begehung von Straftaten im Juni 1971 von der Polizei aufgelöst (siehe auch: Ilse Schwipper). Die Kommune hatte sich die Kulturrevolution zum Hauptziel gesetzt. An diesen Beispielen lassen sich recht deutlich die unterschiedlichen Herangehensweisen der Kommunen zeigen. Die einen machten zunächst die Behandlung der psychischen Probleme der Mitglieder zu ihrer vordringlichen Aufgabe, die anderen glaubten, dass die psychischen Schwierigkeiten nur in gemeinsamer politischer Arbeit überwunden werden können.
In den 1970er Jahren setzten nach den politischen Stadtkommunen mehrere unterschiedliche Bewegungen ein. Die drei bedeutsamsten waren
- Die neu gegründeten Kollektive, viele tausend kleine Betriebe, in denen versucht wurde, selbstbestimmt und gleichberechtigt zu arbeiten.
- Die Gründung von Landkommunen, die etwa um 1970 einsetzte. Die Größe lag damals bei 10 bis 30 Personen.
- Nach dem Vorbild der Hausbesetzungen in Holland (Amsterdam) begann auch die deutsche Hausbesetzer-Bewegung. Das bekannteste Beispiel hierfür ist die Hamburger Hafenstraße.

Seit 1989 existiert in Deutschland das „Kommuja-Netzwerk“ aus ca. 53 Land- und Stadtkommunen, die mehrmals jährlich das Heft Kommuja herausbringen, das zur internen Kommunikation dient und deren Redaktion von Ausgabe zu Ausgabe wechselt. Zudem findet einmal jährlich im Sommer ein gemeinsames Treffen der beteiligten Kommunen statt. Dort wird unter anderem die Kommune-Info-Tour geplant, an der Kommunarden verschiedener Kommunen beteiligt sind. Diese dient dazu, die Kommuneidee in die Welt zu tragen und in Diskussionen Rückmeldungen zur Kommunelebensweise zu bekommen.
In den neuen Bundesländern haben sich nach 1990 zahlreiche neue Landkommunen gebildet, etwa auf Schloss Tonndorf in Thüringen, was auch den dort im Bundesvergleich niedrigeren Immobilienpreisen geschuldet ist.
Das Kommunen-Treffen Los Gehts, welches ebenfalls aus dem Kommuja-Netzwerk heraus seit 1999 organisiert wird, bietet eine Plattform für kommuneinteressierte Menschen, Kommunegründungsgruppen und Menschen aus bestehenden Kommunen. Das ca. 300 Menschen große Treffen findet meist alle zwei Jahre statt und dient vor allem zum Kennenlernen, zum Austausch von Ideen und Kontakten und zur Vorstellung von Initiativen und bestehenden Projekten.
Erst 2010 entstand im süddeutschen Raum die Gemeinschaft Tempelhof, wo 150 Menschen gemeinsam leben und arbeiten.

## Kritik
Einige Formen der Umsetzung sind in die Kritik geraten. Dazu zählen die Aktionsanalytische Organisation – sogenannte Mühlkommune – in Österreich (1972 bis 1991) und die neuzeitlichen Formen eines Aschram in den 1970er Jahren. Kritisiert wird teilweise die Ausrichtung an einer bestimmten Ideologie – zum Beispiel an einer politisch ausgerichteten Form des Sozialismus, manchmal auch des Kommunismus, was wiederum zu Konflikten innerhalb der Gemeinschaft führen kann.
Ein besonderes Problem stellen die Eigentumsverhältnisse bei Grund und Boden sowie bei Gebäuden dar. Von Vermietern wird in der Regel nur eine juristische oder natürliche Person als Vertragspartner anerkannt. Ähnliches gilt für das Grundbuch. Zwar kann auch eine Gesellschaft bürgerlichen Rechts (GbR) in Deutschland ins Grundbuch eingetragen werden, ihre Gesellschafter müssen jedoch ebenfalls genannt werden.
Unterschätzt wird von Außenstehenden oft, dass Kommunen überproportional häufig auch Menschen mit schwieriger Sozialisation und komplizierter, persönlicher Vergangenheit anziehen, was für die Gemeinschaft gesteigerte Konfliktanfälligkeit und Mitgliederfluktuation bedeuten kann.

## Verwandte Themen
- Kibbuz ist die israelische Form des Kollektivs.
- Kommunen zählen zu den Neuen sozialen Bewegungen und Alternativbewegungen.
- Die Burg Lutter wird von einer anarchistischen Kommune bewohnt und bewirtschaftet.
- Die Kommune Niederkaufungen war in den 1980er Jahren das Kommunen-Projekt in Deutschland mit den meisten Kommunarden.
- Gegebenenfalls kann auch eine Hausgemeinschaft, ein Wohnprojekt, ein Ökodorf oder eine Ökosiedlung als Kommune organisiert sein.
- Kommunität (religiöse Gemeinschaft), Aschram (klosterähnliches Meditationszentrum).